# Charles King (attore 1895-1957)
Charles King, nato Charles Lafayette King Jr. (Hillsboro, 21 febbraio 1895 – Hollywood, 7 maggio 1957), è stato un attore statunitense.

## Biografia
Iniziò a recitare fin da ragazzo (nel 1915, anche se non confermato, sarebbe apparso in La nascita di una nazione di David W. Griffith), prendendo parte a numerosi film muti in una varietà di ruoli diversi. Nel 1920, lavorò in una serie di cortometraggi comici per l'Universal. Quello che gli diede la fama, all'avvento del sonoro, furono le sue caratterizzazioni di villain nel cinema western. Tra il 1930 e il 1940, con i suoi mustacchi da tricheco, la sua faccia particolare, i suoi occhietti brillanti, diventò una presenza fissa nei western di serie B.

## Filmografia
- The Trail of the Octopus, regia di Duke Worne - serial (1919)
- Donne viennesi (Merry-Go-Round), regia di Rupert Julian e, non accreditato, Erich von Stroheim (1923)
- Somewhere in Wrong, regia di Scott Pembroke e Joe Rock (1925)
- L'antro della morte (The Two Gun Man), regia di Phil Rosen (1931)
- Taming of the West, regia di Norman Deming (1939)
- Billy the Kid in Texas, regia di Sam Newfield (1940)
- Outlaws of Boulder Pass, regia di Sam Newfield (1942)